# Suragina brunetti
Suragina brunetti är en tvåvingeart som beskrevs av Malloch 1932. Suragina brunetti ingår i släktet Suragina och familjen bäckflugor.
Artens utbredningsområde är Myanmar. Inga underarter finns listade i Catalogue of Life.